# Agenti S.H.I.E.L.D. (5. řada)
Pátá řada amerického televizního seriálu Agenti S.H.I.E.L.D. na motivy organizace S.H.I.E.L.D. od Marvel Comics. V první části série se tým dostane do budoucnosti na základnu zvanou Lighthouse (v překladu Maják) a musí zajistit aby nenastala katastrofická budoucnost kterou viděli. V druhé části série se příběh odehrává kolem Konfederace a snaze ovládnutí Země. Tato řada se v USA vysílala na stanici ABC od 1. prosince 2017 do 18. května 2018. V Česku se tato série nevysílala.

## Obsazení

### Hlavní role
| Clark Gregg             | Phil Coulson               |
| Ming-Na Wen             | Melinda May                |
| Chloe Bennet            | Daisy Johnsonová           |
| Iain De Caestecker      | Leo Fitz                   |
| Elizabeth Henstridge    | Jemma Simmonsová           |
| Henry Simmons           | Alphonso „Mack“ MacKenzie  |
| Natalia Cordova-Buckley | Elena „Yo-Yo“ Rodriguezová |

### Vedlejší role
| Jeff Ward           | Deke Shaw               |
| Joel Stoffer        | Enoch                   |
| Eve Harlow          | Tess                    |
| Dominic Rains       | Kasius                  |
| Florence Faivre     | Sinara                  |
| Pruitt Taylor Vince | Grill                   |
| Coy Stewart         | Flint                   |
| Catherine Dent      | gen. Hale               |
| Lola Glaudini       | Polly Hinton            |
| Dove Cameron        | Ruby Hale               |
| Brian Patrick Wade  | Carl Creel              |
| Briana Venskus      | Piper                   |
| Maximilian Osinski  | Davis                   |
| Spencer Treat Clark | Werner von Strucker     |
| Peter Mensan        | Qovas                   |
| Adrian Pasdar       | Glenn Talbot / Graviton |

### Hostující role
| Nick Blood         | Lance Hunter                |
| J. August Richards | Mike Peterson / Deathlok    |
| Zach McGowan       | Anton Ivanov / The Superior |
| Reed Diamond       | Daniel Whitehall            |
| Adam Faison        | Jasper Sitwell              |
| Joey Defore        | Wolfgang von Strucker       |
| Ruth Negga         | Raina                       |
| David Conrad       | Ian Quinn                   |

## Seznam dílů
| Č. v seriálu | Č. v řadě | Původní název                | Český název                     | Režie                      | Scénář                                         | Premiéra v USA    | Sledovanost v USA (v milionech diváků) |
| ------------ | --------- | ---------------------------- | ------------------------------- | -------------------------- | ---------------------------------------------- | ----------------- | -------------------------------------- |
| 89–90        | 1–2       | Orientation                  | Orientace                       | Jesse BochcoDavid Solomon  | Jed Whedon a Maurissa TancharoenDJ Doyle       | 1. prosince 2017  | 2,54                                   |
| 91           | 3         | A Life Spent                 | Život vynaložený                | Kevin Hooks                | Nora Zuckerman a Lilla Zuckerman               | 8. prosince 2017  | 1,93                                   |
| 92           | 4         | A Life Earned                | Život získaný                   | Stan Brooks                | Drew Z. Greenberg                              | 15. prosince 2017 | 1,84                                   |
| 93           | 5         | Rewind                       | Přetočení                       | Jesse Bochco               | Craig Titley                                   | 22. prosince 2017 | 2,40                                   |
| 94           | 6         | Fun & Games                  | Hry a zábava                    | Clark Gregg                | Brent Fletcher                                 | 5. ledna 2018     | 2,49                                   |
| 95           | 7         | Together or Not at All       | Spolu, nebo vůbec               | Brad Turner                | Matt Owens                                     | 12. ledna 2018    | 2,31                                   |
| 96           | 8         | The Last Day                 | Poslední den                    | Nina Lopez-Corrado         | James C. Oliver a Sharla Oliver                | 19. ledna 2018    | 2,41                                   |
| 97           | 9         | Best Laid Plans              | Nejlepší plán                   | Garry A. Brown             | George Kitson                                  | 26. ledna 2018    | 2,27                                   |
| 98           | 10        | Past Life                    | Minulý život                    | Eric Laneuville            | DJ Doyle                                       | 2. února 2018     | 2,22                                   |
| 99           | 11        | All the Comforts of Home     | Veškeré pohodlí domova          | Kate Woods                 | Drew Z. Greenberg                              | 2. března 2018    | 1,90                                   |
| 100          | 12        | The Real Deal                | Tajná dohoda                    | Kevin Tancharoen           | Jed Whedon, Maurissa Tancharoen a Jeffrey Bell | 9. března 2018    | 2,04                                   |
| 101          | 13        | Principia                    | Principia                       | Brad Turner                | Craig Titley                                   | 16. března 2018   | 2,07                                   |
| 102          | 14        | The Devil Complex            | Ďábelský komplex                | Nina Lopez-Corrado         | Matt Owens                                     | 23. března 2018   | 2,07                                   |
| 103          | 15        | Rise and Shine               | Vstávat a cvičit                | Jesse Bochco               | Iden Baghdadchi                                | 30. března 2018   | 1,88                                   |
| 104          | 16        | Inside Voices                | Vnitřní hlasy                   | Salli Richardson-Whitfield | Mark Leitner                                   | 6. dubna 2018     | 2,08                                   |
| 105          | 17        | The Honeymoon                | Líbánky                         | Garry A. Brown             | James C. Oliver a Sharla Oliver                | 13. dubna 2018    | 1,82                                   |
| 106          | 18        | All Roads Lead…              | Všechny cesty vedou…            | Jennifer Lynch             | George Kitson                                  | 20. dubna 2018    | 1,67                                   |
| 107          | 19        | Option Two                   | Druhá možnost                   | Kevin Tancharoen           | Nora Zuckerman a Lila Zuckerman                | 27. dubna 2018    | 1,68                                   |
| 108          | 20        | The One Who Will Save Us All | Ten, který nás všechny zachrání | Cherie Gierhart            | Brent Fletcher                                 | 4. května 2018    | 1,65                                   |
| 109          | 21        | The Force of Gravity         | Síla gravitace                  | Kevin Tancharoen           | Drew Z. Greenberg a Craig Titley               | 11. května 2018   | 1,94                                   |
| 110          | 22        | The End                      | Konec                           | Jed Whedon                 | Jed Whedon a Maurissa Tancharoen               | 18. května 2018   | 1,88                                   |